# Seznam kirgiških politikov
Seznam kirgiških politikov.

## A
- Muhammedkalyi Abilgaziev - Imanali Ajdarbekov - Askar Akajev - Bermet Akajeva - Kalima Amankulova - Almazbek Atambajev

## B
- Ömürbek Babanov - Kurmanbek Bakijev - Sopubek Begalijev - Azimbek Beknazarov - Pavel Blagodarenko - Kubatbek Boronov

## Č
- Tursunbek Čingišev -

## D
- Alimbek Datka - Kurmanjan Datka - Arstanbek Dujšejev - Sadir Džaparov - Apas Džumagulov

## I
- Jumabek Ibraimov - Sultan Ibraimov - Muratbek Imanalijev - Andrej Iordan - Sapar Isakov - Nasirdin Isanov -

## F
- (Mihail Vasiljevič Frunze)

## J
- Sooronbay Jeenbekov - Alikbek Jekšenkulov - Apas Jumagulov - Kubaničbek Jumalijev -

## K
- Ishenbaj Kadirbekov - Aali Karašev - Adylbek Kasymaliyev - Medetbek Kerimkulov - Torobaj Kulatov - Feliks Kulov -

## M
- Adakhan Madumarov - Bolot Mambetov - Absamat Masalijev - Almanbet Matubraimov - Amangeldi Muralijev -

## O
- Roza Otunbajeva -

## R
- Ishak Razzakov

## S
- Aida Saljanova - Temir Sarijev - Boris Silajev - Ahtambek Sujumbajev

## T
- Nikolaj Tanajev - Kamchibek Tashiev - Omurbek Tekebajev - Tokubajev - Asanali Tolubajev - Maryam Tugambayeva

## U
- Abdukadir Urazbekov - Turkadun Usubalijev

## Z
- Sadyr Nurgozhoyevich Zhaparov/Džaparov